# Bauchemie
Unter Bauchemie, häufig auch als Baustoffchemie bezeichnet, versteht man allgemein die Chemie im Bauwesen. Die Bauchemie ist aufgrund ihrer immensen Bedeutung für die Wirtschaft ein eigenständiges Gebiet der anorganischen Chemie. Bauchemie vereint die Fachgebiete der Technischen Chemie im baustoff- und bauteilproduzierenden Gewerbe, die naturwissenschaftlichen Grundlagen der Werk- und Baustoffkunde und -physik bis hin zur Mineralogie, die chemisch-technische Thermodynamik bis hin zur Werkstoffchemie im Kontext der Materialwissenschaften. Sie beschäftigt sich primär mit den chemischen und physikalischen Eigenschaften der Baustoffe und ihren chemischen Reaktionen und Verbindungen. Wichtige Beispiele sind die chemischen Reaktionen bei der Erhärtung des Zements im Beton (Thema: Hydratation im Teilgebiet der Zementchemie) und der Schutz des Bewehrungsstahls vor Rost im alkalischen Milieu des Betons (allgemein: Baustoffkorrosion im Kontext angewandter physikalischer Chemie).
Ein weiteres Gebiet sind die Reaktionen von Baustoffen, wenn andere Stoffe auf sie einwirken, zum Beispiel die Schädigungsmechanismen, wenn saurer Regen durch Luftschadstoffe entsteht und auf anorganische nichtmetallische Baustoffe (z. B. Beton, Putz oder Mörtel) einwirkt. Auch der lösende Angriff auf Beton (sog. Betonkorrosion) wird unter dem Oberbegriff „Chemischer Angriff“ zusammengefasst. Ein weiteres bekanntes Thema ist die Alkali-Kieselsäure-Reaktion (AKR) im Betonzuschlag. Auch Ausblühungen an Mauerwerk sind meist chemische Verbindungen aus dem Bereich der Anorganischen Chemie. Eine bauchemische Schadensanalyse ist daher meist Voraussetzung für erfolgreiche Sanierungs- und Instandsetzungsarbeiten an geschädigten Bauteilen und Baustoffen.
Außerdem stellt die Bauchemie Chemikalien zur Verfügung, mit denen Bauwerke geschützt, abgedichtet oder saniert werden können. Dies sind z. B. Anstrichmittel, Dichtungsstoffe, Klebstoffe etc. Mit Epoxidharzen können beispielsweise Bauteile kraftschlüssig verbunden und mit Dichtungsmassen Risse saniert werden. Mit bestimmten Anstrichen oder Beschichtungen kann man Bauwerke vor Graffiti oder dem frühzeitigen Verschmutzen schützen. Auch hydrophobierende Putzbeschichtungen auf Basis des Lotuseffekts sollten hier genannt werden.
- Zuschlagstoffe verändern die chemischen und physikalischen Eigenschaften anorganischer nichtmetallischer Bau- und Werkstoffe (Rohdichte, Druck- und Biegezugfestigkeit, Abrieb, Härte, Chemischer Widerstand etc.).

Chemische Additive und Zusatzmittel haben einen noch weitreichenderen Einfluss auf die chemischen und physikalischen Eigenschaften von Baustoffen. Bekannt sind insbesondere die Betonzusatzmittel wie Abbindebeschleuniger, Verflüssiger, Dichtungsmittel, Luftporenbildner oder Verzögerer.
In der Bauchemie ist es üblich, die chemischen Verbindungen in Form einer Kurznotation anzugeben. Die herkömmliche IUPAC-Schreibweise findet meist dann Anwendung, wenn eine besondere Aussage zur Chemie, beispielsweise der chemischen Zusammensetzung oder dem Oxidationszustand eines Elements, zum Ausdruck gebracht werden soll.